# Il pleut toujours le dimanche
Pour plus de détails, voir Fiche technique et Distribution.
Il pleut toujours le dimanche (It Always Rains on Sunday) est un film britannique de Robert Hamer adapté d'un roman d'Arthur La Bern, et sorti en 1947.

## Synopsis
Un dimanche à Bethnal Green, une partie de l'East End à Londres durant les privations d'après-guerre. Rose Sandigate est une ancienne serveuse mariée à un homme d'âge moyen qui a deux filles adolescentes d'un précédent mariage. Elle est une femme au foyer autoritaire et stricte, aux prises avec les difficultés du rationnement dans un environnement terne et sans joie encore marqué par les bombardements. Un ancien amant, Tommy Swann, qui avait été emprisonné quatre ans plus tôt pour vol avec violence, s'échappe de prison et est découvert par Rose, qui se cachait dans l' abri anti-aérien de la famille. Il lui demande de le cacher jusqu'à la tombée de la nuit. Rose refuse d'abord mais, visiblement toujours amoureuse de lui, lui permet finalement de se cacher dans la chambre qu'elle partage avec son mari, après que les autres membres de la famille soient sortis. Elle garde ensuite la chambre fermée à clé.
Cependant, il s'avère extrêmement difficile de garder secrète la présence de l'évadé dans une maison aussi occupée et animée - en particulier avec son ancien amant déterminé à la séduire. C'est dimanche matin et le déjeuner doit être cuisiné, les filles réprimandées pour leurs délits de la nuit précédente et le mari emballé au pub à l'écart. La tension est intolérable et au fur et à mesure que la journée avance, tandis que les recherches de la police se resserrent après qu'un journaliste les a interrompus, alors que Tommy est sur le point de fuir, et a bientôt averti la police.
À la tombée de la nuit, son secret est dévoilé et une Rose paniquée essaie de se suicider au gaz, tandis que la prisonnière est coincée dans des voies de garage et arrêtée par l'inspecteur-détective qui le traque patiemment. À la fin du film, Rose est à l'hôpital en convalescence et se réconcilie avec son mari et entrent alors chez eux sous un ciel dégagé.

## Fiche technique
- Titre : Il pleut toujours le dimanche
- Titre original : It Always Rains on Sunday
- Réalisation : Robert Hamer
- Producteurs : Michael Balcon, Henry Cornelius
- Directeurs de productions : Slim Hand, Hal Mason
- Scénario : Angus MacPhail, Robert Hamer, Henry Cornelius, d'après l'œuvre littéraire d'Arthur La Bern
- Directeur de la Photographie : Douglas Slocombe
- Musique : Georges Auric
- Direction artistique : Duncan Sutherland
- Costumes : Anthony Mendleson
- Ingénieurs du son : Stephen Dalby, George Diamond
- Montage : Michael Truman
- Pays d'origine : Royaume-Uni
- Genre : Drame
- Durée : 92 minutes
- Date de sortie : 
  - Royaume-Uni : 25 novembre 1947
  - France : 5 juillet 1949

## Distribution
- John McCallum : Tommy Swann, l'évadé
- Googie Withers : Rose Sandigate
- Edward Chapman : George Sandigate
- Susan Shaw : Vi Sandigate
- Patricia Plunkett : Doris Sandigate
- David Lines : Alfie Sandigate
- Sydney Tafler : Morry Hyams
- Betty Ann Davies : Sadie, sa femme
- John Slater : Lou, son frère
- Jane Hylton : Bessie, sa sœur
- Meier Tzelniker : Solly, son père
- Jimmy Hanley : Whitey
- John Carol : Freddie
- Alfie Bass : Dicey Perkins
- Jack Warner : Fothergill
- Frederick Piper : Leech
- Michael Howard : Slopey Collins
- Hermione Baddeley : Mrs. Spry
- Nigel Stock : Ted Edwards
- John Salew : Caleb Neesley
- Gladys Henson : Mrs. Neesley
- Edie Martin : Mrs. Watson
- Betty Baskcomb : Serveuse aux Two Compasses
- Gilbert Davis : Gouverneur aux Two Compasses
- Al Millen : Bill Hawkins
- Vida Hope : Mrs. Wallis
- Arthur Hambling : Yardmaster
- Grace Arnold
- John Vere : Rev. Black
- Patrick Jones : Chuck Evans
- Joe E. Carr : Joe
- Fred Griffiths : Sam
- Francis O'Rawe : Bertie Potts
- David Knox
- Sid James : le chef d'orchestre